# Carminda Nogueira de Castro Ferreira
Carminda Nogueira de Castro Ferreira (Espinho, Portugal, 23 de agosto de 1921 — São Carlos, 14 de outubro de 2010) foi uma bibliotecária portuguesa e brasileira, e também Consulesa Honorária de Portugal em São Carlos.

## Vida e realizações

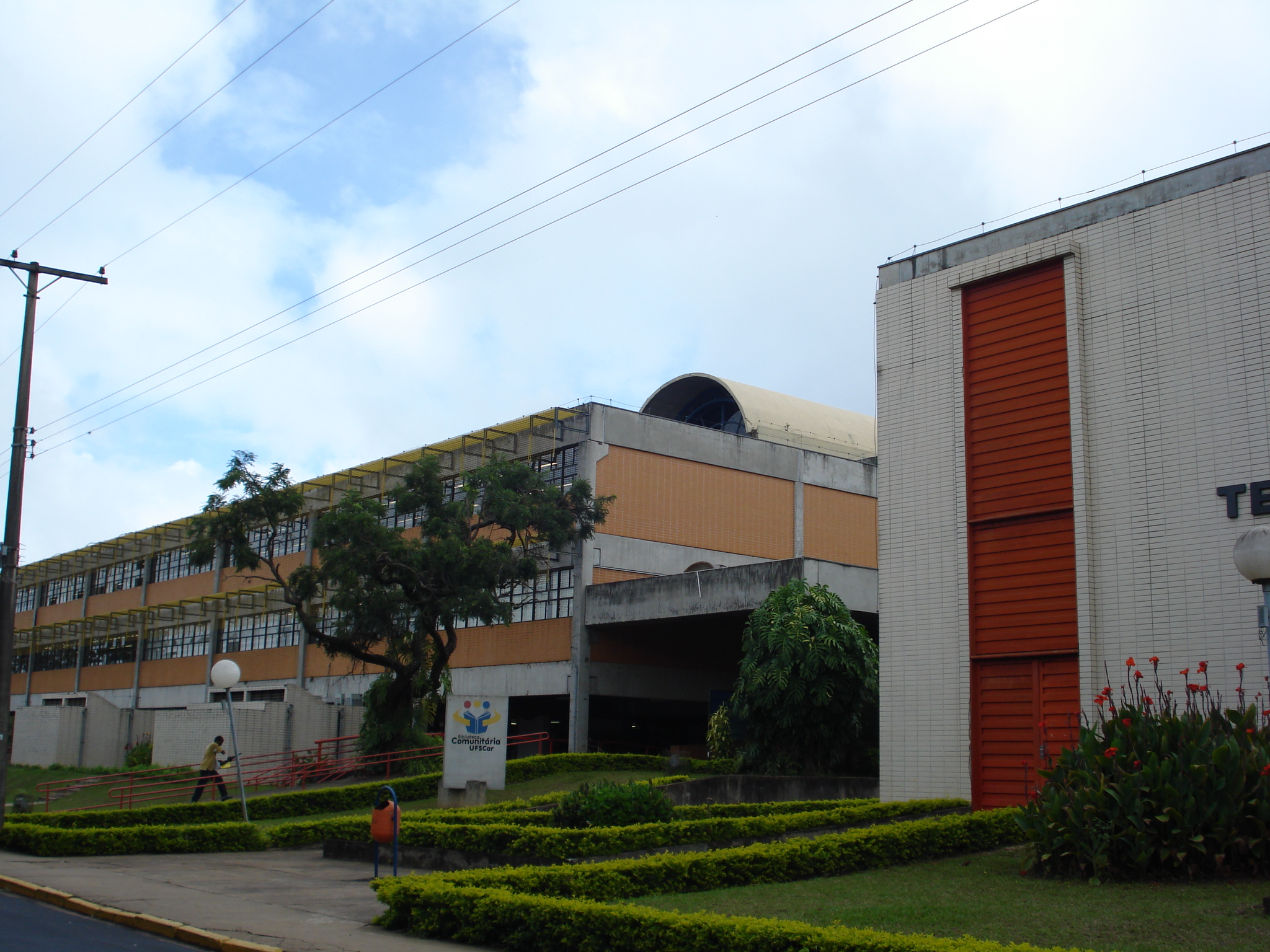
Biblioteca Comunitária da UFSCar, universidade onde Carminda ajudou na fundação da Escola de Biblioteconomia e Documentação

Dona Carminda, como era conhecida; foi a bibliotecária que participou da fundação da Escola de Biblioteconomia e Documentação de São Carlos e foi uma importante articuladora no processo de implantação da UFSCar.
Profissional que muito orgulha os bibliotecários em geral, que com sua sabedoria, conhecimento e humildade orientou muitas gerações de alunos.
A professora era portuguesa de nascimento e no Brasil teve um importante papel na sociedade de São Carlos-SP, cidade onde viveu, desempenhado relevantes serviços, principalmente na área da Educação e da Biblioteconomia.
Doutora em Letras Românicas pela Universidade de Coimbra, mestre em Biblioteconomia e Documentação, pós-graduada em Ciência da Informação e Administração de Empresas, a professora se especializou em organização de arquivos empresariais e públicos, tendo também lecionado em universidades, ensino fundamental e médio, Colégio São Carlos e Colégio Diocesano La Salle.
Ao lado do esposo, Oscar Ferreira, falecido em 2000, "Cônsul Honorário de Portugal em São Carlos, constituiu uma família de 11 filhos, 29 netos e 8 bisnetos. Recebeu diversas homenagens ao longo de sua vida, entre elas a da Comenda da Ordem do Infante Dom Henrique, pelo governo de Portugal pela divulgação da cultura daquele país.
Lutou pelo movimento associativo no Brasil, integrando a Diretoria Executiva da Federação Brasileira de Associações de Bibliotecários, Cientistas da Informação e Instituições - FEBAB, onde foi sempre, por muitos anos, a nossa mais sábia conselheira. Durante o período em que atuou na FEBAB, Dona Carminda não só participou como membro de diretoria, mas também foi vice-presidente de uma das gestões da Instituição, colaborando com a organização da mesma e atuando como palestrante em eventos de grande repercussão, nos quais ela sempre defendeu o importante papel que o bibliotecário possui na sociedade e, sobretudo, na área da educação.
Como citado no site São Carlos agora , Dona Carminda contribuiu significativamente para o ensino e a cultura da cidade de São Carlos , bem como outras regiões: "Dotada de grande dinamismo e energia, teve trabalho de destaque na coordenação de seminários nas áreas de informática e reprografia. Ministrou cursos em universidades, empresas e realizou eventos sobre temas como:  Documentação e Informática, Novas Tecnologias a Serviço da Informação, Estrutura Organizacional, Análise de Valor, Secretariado Eficaz, Gestão do Conhecimento, atendimento ao cliente, uso inteligente do correio eletrônico e outros temas.Até recentemente,exercia funções de assessoria em escritórios de advocacia de São Paulo, realizando com grande eficiência, trabalhos nas áreas de comunicação e organização em importantes empresas de São Carlos e da Capital."